# Maria Woodworth-Etter
Maria Woodworth-Etter, född 1844 i New Lisbon i Ohio, död 1924, var en amerikansk evangelist under den amerikanska pingströrelsen Assemblies of Gods första år. 
Hon var gift med John P H Woodworth.
I april 1913 arrangerade Maria Woodworth-Etter the World-Wide Apostolic Camp Meeting i Arroyo Seco, Kalifornien vid vilket det kom till en brytning mellan modalister och treenighetstroende inom den unga pingströrelsen.